# 俺の空 〜蒼き正義魂〜
『俺の空 〜蒼き正義魂〜』（おれのそら あおきせいぎだましい）は、2010年12月にロデオが製作し、フィールズから発売された5号機のパチスロ機。販売台数は2011年3月末現在で約38,000台。
本宮ひろ志作の漫画作品『俺の空・刑事編』とのタイアップ機で、2006年発売の『俺の空』の後継機にあたる。マイスロ対応機。先代同様、TVコマーシャルには元プロ野球選手の清原和博が起用された。

## 概要
ボーナスとアシストリプレイタイム（ART）との組み合わせでコインを増やしていく。有効ラインは下段を除く4ライン。
ボーナスはBIG(3種類）とREG（2種類）があり、BIGでは途中の液晶演出の展開次第で「俺チャンス」「俺タイム」移行が確定となる。REGでは液晶演出によるビンゴゲームで成立するライン数に応じて「俺タイム」「俺チャンス」移行が確定となる。
ARTは「チャンスゾーン」の「俺タイム」を経由し、セット型ART「俺チャンス」に移行する。
「俺タイム」は先代の「俺タイム」同様、「15ゲーム内にリプレイ（特殊リプレイ含む）7回当選」「リプレイ4連続当選」で「俺チャンス」移行確定（先代と違い、基本的にはボーナスには直結しないが展開によってはボーナスとなることもある）。また移行確率・ARTのゲーム数が大幅アップする「スーパー俺タイム」になることも。ちなみに先代のゴルフから変更され今作は野球がモチーフとなっている。
「俺チャンス」は突入時にルーレットで1セットあたりのゲーム数が決定する。種類は1セット25ゲーム・50ゲーム・100ゲームの3種類。ART中のレア小役など一定条件でゲーム数やセット数が上乗せされる。純増枚数は1ゲームあたり1.3枚（メーカー発表値）。
ボーナス中のBGMはchaqqの「キミガクレタモノ」、「俺チャンス」中のBGMは同じくchaqqの「RUNNNER」が流れることがある。